# Powitanie słońca. Żurawie
Powitanie słońca – żurawie, także: Żurawie – obraz Józefa Chełmońskiego z 1910 wykonany techniką olejną na płótnie 105 × 176 cm, znajdujący się w zbiorach Muzeum Pałac Herbsta (oddział Muzeum Sztuki w Łodzi).

## Opis obrazu
Pejzaż powstał w okresie, kiedy Chełmoński po powrocie z Monachium zamieszkał w mazowieckiej wsi Kuklówka (zob. dworek Józefa Chełmońskiego), i malował szereg obrazów o tematyce wiejskiej, głównie krajobrazy pól, dzikiego ptactwa, pracujących w polu ludzi. Był zafascynowany naturą, uważając ją za pełnoprawną część świata. Z czasem zrezygnował z malowania ludzi na rzecz zwierząt. „Powitanie słońca. Żurawie” był czwartym z pięciu namalowanych przez artystę obrazów, w którym żurawie są tematem przewodnim, lecz piąty nie został przez Chełmońskiego ukończony. Obraz powstał 40 lat po namalowaniu pierwszego z obrazów przedstawiającego żurawie.